# Quercus elliptica
Quercus elliptica är en bokväxtart som beskrevs av Luis Née. Quercus elliptica ingår i släktet ekar, och familjen bokväxter. Inga underarter finns listade.